# Németfalu
Németfalu là một thị trấn thuộc hạt Zala, Hungary. Thị trấn này có diện tích 8,67 km², dân số năm 2010 là 190 người, mật độ 22 người/km².